# Southland Rugby
Southland Rugby ist der Rugby-Union-Provinzverband für die Region Southland auf der Südinsel Neuseelands. Die Auswahlmannschaft des Verbandes in der nationalen Meisterschaft ITM Cup trägt ihre Heimspiele im Rugby Park Stadium in Invercargill aus.
Southland war bisher sechsmal im Besitz des Ranfurly Shield, in den Jahren 1920, 1929, 1937, 1938, 1959 und 2009.
Spieler von Southland sind berechtigt, in der internationalen Liga Super Rugby zu spielen und werden von den Highlanders aufgeboten.

## Bekannte ehemalige und aktuelle Spieler
- Jimmy Cowan
- Clarke Dermody
- Corey Flynn
- Justin Marshall
- Andrew Miller
- Frank Oliver